# Port lotniczy Balakәn
Port lotniczy Balakәn – port lotniczy położony w Balakən, w Azerbejdżanie. Obsługuje głównie połączenia krajowe.